# قائمة تعديلات دستور الولايات المتحدة

كانت ولاية ديلاوير هي أول ولاية تصادق على دستور الولايات المتحدة الأمريكية وذلك في 7 كانون الأول - ديسمبر من سنة 1787 م وكانت ولاية نيوهامبشير الولاية التاسعة التي صادقت على الدستور لكن الآباء المؤسسين لم يكونوا واثقين من أن الدستور سيكون موضع قبول عام، إلا بعد أن تصادق عليه ولايتان رئيسيتان هما نيويورك وفرجينيا وقد نشأت معارضة قوية ومنظمة للدستور في هاتين الولايتين وفي ولايات أخرى. وأعرب زعماء مثل ألبريدج جيري وباتريك هنري وريتشارد هنري لي وجورج ماسون عن معارضتهم للمصادقة على الدستور وقد أصبح الدستور نافذ المفعول يوم 21 حزيران/يونيو من سنة 1788 وقد صادقت ولاية فرجينيا على الدستور في 25 حزيران/يونيو من سنة 1788 ولتها نيويورك في في 26 تموز/يوليو من نفس السنة لكن ولايتي رود آيلاند ونورث كارولينا رفضتا إقرار الدستور والاشتراك في الحكومة الجديدة إلا بعد أن وافق الكونغرس على إضافة وثيقة الحقوق إلى الدستور.

## وثيقة الحقوق
لقد صيغت هذه التعديلات بهدف حماية الحريات الفردية من إمكانية ممارسة الحكومة الفدرالية لحكم غير عادل واقترح 15 تعديلا فقبل الكونغرس أن يحيل 12 منها إلى الولايات لكي تصادق عليها طبقا لأحكام التعديل التي نصت عليها المادة الخامسة من الدستور وبحلول 15 كانون الأول/ديسمبر 1791 كان عدد كاف من الولايات قد وافق على عشرة من أصل اثني عشر تعديلا وجعلها جزءا دائما من الدستور. وعرفت هذه التعديلات بـ (وثيقة الحقوق)أما التعديلين المرفوضين فأولهما يتعلق بحجم مجلس النواب والذي يقضي بتغيير نسبة الممثلين من واحد لكل 30,000 شخص إلى واحد لكل 50,000 شخص أما التعديل الثاني المرفوض فدعا إلى عدم تمكين الكونغرس من تعديل رواتب أعضائه إلا بعد إجراء انتخابات لأعضاء مجلس النواب وبحلول سنة 1992 م كان هناك 27 تعديلا ويمكن اقتراح التعديلات بأغلبية ثلثي أصوات أعضاء كل من مجلسي الكونغرس أو عن طريق مؤتمر وطني يدعو له الكونغرس. ويصبح التعديل جزءا من الدستور بعد المصادقة عليه إما من قبل المجالس التشريعية لثلاثة أرباع الولايات على الأقل أو من قبل مؤتمرات تعقد في ثلاثة أرباع الولايات على الأقل وتصبح هذه التعديلات جزء من الدستور الأمريكي.

## تعديلات الدستور الأمريكي

### التعديلات من الأول إلى العاشر
- التعديل الأول حتى التعديل العاشر، تمت المصادقة عليها في العام 1791.

### التعديل الحادي عشر
اقترح هذا التعديل في 4 آذار - مارس من سنة 1794 و صودق على هذا التعديل في 7 فبراير - شباط من سنة 1795.

### التعديل الثاني عشر
اقترح هذا التعديل في 9 كانون الأول - ديسمبر من سنة 1803 و صودق عليه في 27 تموز - يوليو من سنة 1804.

### التعديل الثالث عشر
اقترح هذا التعديل في 31 من شهر كانون الثاني- يناير من سنة 1865 و صودق على هذا التعديل في 6 من كانون الأول - ديسمبر من نفس السنة أي سنة 1865.

### التعديل الرابع عشر
اقترح هذا التعديل في 13 حزيران - يونيو من سنة 1866 و صودق على هذا التعديل في 9 تموز - يوليو من سنة 1868.

### التعديل الخامس عشر
اقترح هذا التعديل في 26 فبراير - شباط من سنة 1869، وصودق عليه في 3 شباط- فبراير من سنة 1870.

### التعديل السادس عشر
اقترح هذا التعديل في 12 يوليو - تموز من عام 1909، وصودق عليه في 3 شباط- فبراير من سنة 1913.

### التعديل السابع عشر
اقترح هذا التعديل في 13 أيار - مايو من سنة 1912 و صودق على هذا التعديل في 8 نيسان أبريل من سنة 1913.

### التعديل الثامن عشر
اقترح هذا التعديل في 18 من شهر كانون الأول - ديسمبر من سنة 1917 و صودق عليه في 16 كانون الثاني - يناير من سنة 1919 ثم جرى استبداله بتعديل آخر رقم 21 في سنة 1933.

### التعديل التاسع عشر
اقترح هذا التعديل في 4 حزيران - يونيو من سنة 1919 و صودق عليه في 18 من شهر آب -أغسطس من سنة 1920.

### التعديل العشرون
اقترح هذا التعديل في الثاني من شهر آذار مارس من سنة 1932 وتمت المصادقة عليه في 23 من شهر كانون الثاني - يناير من 1933.

### التعديل الحادي والعشرون
اقترح هذا التعديل في 20 شباط- فبراير من سنة 1933 و صودق عليه في 5 كانون الأول- ديسمبر من سنة 1933.

### التعديل الثاني والعشرون
واقترح هذا التعديل في 24 آذار - مارس من سنة 1947 و صودق عليه في 27 شباط - فبراير من سنة 1951.

### التعديل الثالث والعشرون
واقترح هذا التعديل في 16 حزيران -يونيو من سنة 1960 و صودق عليه في 29 آذار - مارس من سنة 1961.

### التعديل الرابع والعشرون
اقترح هذا التعديل في 27 آب - أغسطس من سنة 1962 و صودق عليه في 23 كانون الثاني - يناير من سنة 1964.

### التعديل الخامس والعشرون
اقترح هذا التعديل في 6 تموز - يوليو من سنة 1965 و صودق عليه في 10 شباط - فبراير من سنة 1967.

### التعديل السادس والعشرون
واقترح هذا التعديل في 23 آذار - مارس من سنة 1971 و صودق عليه في 1 تموز - يوليو من نفس السنة أي في سنة 1971.

### التعديل السابع والعشرون
واقترح هذا التعديل في 25 أيلول - سبتمبر من سنة 1989 و صودق عليه في 7 أيار - مايو من سنة 1992.

### ملخص بيانات التصديق لكل تعديل تم التصديق عليها
|                   | ص                                                                                               | يشير إلى أن الدولة قد صادقت على التعديل                                                         | يشير إلى أن الدولة قد صادقت على التعديل                                                         | يشير إلى أن الدولة قد صادقت على التعديل                                                         | يشير إلى أن الدولة قد صادقت على التعديل                                                         | يشير إلى أن الدولة قد صادقت على التعديل                                                         | يشير إلى أن الدولة قد صادقت على التعديل                                                         | يشير إلى أن الدولة قد صادقت على التعديل                                                         | يشير إلى أن الدولة قد صادقت على التعديل                                                         | يشير إلى أن الدولة قد صادقت على التعديل                                                         | يشير إلى أن الدولة قد صادقت على التعديل                                                         | يشير إلى أن الدولة قد صادقت على التعديل                                                         | يشير إلى أن الدولة قد صادقت على التعديل                                                         | يشير إلى أن الدولة قد صادقت على التعديل                                                         | يشير إلى أن الدولة قد صادقت على التعديل                                                         | يشير إلى أن الدولة قد صادقت على التعديل |       |
| ن                 | يشير إلى أن الدولة رفضت التعديل                                                                 | يشير إلى أن الدولة رفضت التعديل                                                                 | يشير إلى أن الدولة رفضت التعديل                                                                 | يشير إلى أن الدولة رفضت التعديل                                                                 | يشير إلى أن الدولة رفضت التعديل                                                                 | يشير إلى أن الدولة رفضت التعديل                                                                 | يشير إلى أن الدولة رفضت التعديل                                                                 | يشير إلى أن الدولة رفضت التعديل                                                                 | يشير إلى أن الدولة رفضت التعديل                                                                 | يشير إلى أن الدولة رفضت التعديل                                                                 | يشير إلى أن الدولة رفضت التعديل                                                                 | يشير إلى أن الدولة رفضت التعديل                                                                 | يشير إلى أن الدولة رفضت التعديل                                                                 | يشير إلى أن الدولة رفضت التعديل                                                                 | يشير إلى أن الدولة رفضت التعديل                                                                 |                                         |       |
| ص (‡)             | يشير إلى أن الدولة صادقت على التعديل بعد رفضه أولاً                                              | يشير إلى أن الدولة صادقت على التعديل بعد رفضه أولاً                                              | يشير إلى أن الدولة صادقت على التعديل بعد رفضه أولاً                                              | يشير إلى أن الدولة صادقت على التعديل بعد رفضه أولاً                                              | يشير إلى أن الدولة صادقت على التعديل بعد رفضه أولاً                                              | يشير إلى أن الدولة صادقت على التعديل بعد رفضه أولاً                                              | يشير إلى أن الدولة صادقت على التعديل بعد رفضه أولاً                                              | يشير إلى أن الدولة صادقت على التعديل بعد رفضه أولاً                                              | يشير إلى أن الدولة صادقت على التعديل بعد رفضه أولاً                                              | يشير إلى أن الدولة صادقت على التعديل بعد رفضه أولاً                                              | يشير إلى أن الدولة صادقت على التعديل بعد رفضه أولاً                                              | يشير إلى أن الدولة صادقت على التعديل بعد رفضه أولاً                                              | يشير إلى أن الدولة صادقت على التعديل بعد رفضه أولاً                                              | يشير إلى أن الدولة صادقت على التعديل بعد رفضه أولاً                                              | يشير إلى أن الدولة صادقت على التعديل بعد رفضه أولاً                                              |                                         |       |
| ص (×)             | يشير إلى أن الدولة صادقت على التعديل ، وألغت هذا التصديق لاحقًا ، لكنها أعادت التصديق عليه لاحقًا | يشير إلى أن الدولة صادقت على التعديل ، وألغت هذا التصديق لاحقًا ، لكنها أعادت التصديق عليه لاحقًا | يشير إلى أن الدولة صادقت على التعديل ، وألغت هذا التصديق لاحقًا ، لكنها أعادت التصديق عليه لاحقًا | يشير إلى أن الدولة صادقت على التعديل ، وألغت هذا التصديق لاحقًا ، لكنها أعادت التصديق عليه لاحقًا | يشير إلى أن الدولة صادقت على التعديل ، وألغت هذا التصديق لاحقًا ، لكنها أعادت التصديق عليه لاحقًا | يشير إلى أن الدولة صادقت على التعديل ، وألغت هذا التصديق لاحقًا ، لكنها أعادت التصديق عليه لاحقًا | يشير إلى أن الدولة صادقت على التعديل ، وألغت هذا التصديق لاحقًا ، لكنها أعادت التصديق عليه لاحقًا | يشير إلى أن الدولة صادقت على التعديل ، وألغت هذا التصديق لاحقًا ، لكنها أعادت التصديق عليه لاحقًا | يشير إلى أن الدولة صادقت على التعديل ، وألغت هذا التصديق لاحقًا ، لكنها أعادت التصديق عليه لاحقًا | يشير إلى أن الدولة صادقت على التعديل ، وألغت هذا التصديق لاحقًا ، لكنها أعادت التصديق عليه لاحقًا | يشير إلى أن الدولة صادقت على التعديل ، وألغت هذا التصديق لاحقًا ، لكنها أعادت التصديق عليه لاحقًا | يشير إلى أن الدولة صادقت على التعديل ، وألغت هذا التصديق لاحقًا ، لكنها أعادت التصديق عليه لاحقًا | يشير إلى أن الدولة صادقت على التعديل ، وألغت هذا التصديق لاحقًا ، لكنها أعادت التصديق عليه لاحقًا | يشير إلى أن الدولة صادقت على التعديل ، وألغت هذا التصديق لاحقًا ، لكنها أعادت التصديق عليه لاحقًا | يشير إلى أن الدولة صادقت على التعديل ، وألغت هذا التصديق لاحقًا ، لكنها أعادت التصديق عليه لاحقًا |                                         |       |
| -                 | يشير إلى أن الدولة لم تكمل العمل على التعديل                                                    | يشير إلى أن الدولة لم تكمل العمل على التعديل                                                    | يشير إلى أن الدولة لم تكمل العمل على التعديل                                                    | يشير إلى أن الدولة لم تكمل العمل على التعديل                                                    | يشير إلى أن الدولة لم تكمل العمل على التعديل                                                    | يشير إلى أن الدولة لم تكمل العمل على التعديل                                                    | يشير إلى أن الدولة لم تكمل العمل على التعديل                                                    | يشير إلى أن الدولة لم تكمل العمل على التعديل                                                    | يشير إلى أن الدولة لم تكمل العمل على التعديل                                                    | يشير إلى أن الدولة لم تكمل العمل على التعديل                                                    | يشير إلى أن الدولة لم تكمل العمل على التعديل                                                    | يشير إلى أن الدولة لم تكمل العمل على التعديل                                                    | يشير إلى أن الدولة لم تكمل العمل على التعديل                                                    | يشير إلى أن الدولة لم تكمل العمل على التعديل                                                    | يشير إلى أن الدولة لم تكمل العمل على التعديل                                                    |                                         |       |
| ...               | يشير إلى أنه تم التصديق على التعديل قبل انضمام الدولة إلى الاتحاد                               | يشير إلى أنه تم التصديق على التعديل قبل انضمام الدولة إلى الاتحاد                               | يشير إلى أنه تم التصديق على التعديل قبل انضمام الدولة إلى الاتحاد                               | يشير إلى أنه تم التصديق على التعديل قبل انضمام الدولة إلى الاتحاد                               | يشير إلى أنه تم التصديق على التعديل قبل انضمام الدولة إلى الاتحاد                               | يشير إلى أنه تم التصديق على التعديل قبل انضمام الدولة إلى الاتحاد                               | يشير إلى أنه تم التصديق على التعديل قبل انضمام الدولة إلى الاتحاد                               | يشير إلى أنه تم التصديق على التعديل قبل انضمام الدولة إلى الاتحاد                               | يشير إلى أنه تم التصديق على التعديل قبل انضمام الدولة إلى الاتحاد                               | يشير إلى أنه تم التصديق على التعديل قبل انضمام الدولة إلى الاتحاد                               | يشير إلى أنه تم التصديق على التعديل قبل انضمام الدولة إلى الاتحاد                               | يشير إلى أنه تم التصديق على التعديل قبل انضمام الدولة إلى الاتحاد                               | يشير إلى أنه تم التصديق على التعديل قبل انضمام الدولة إلى الاتحاد                               | يشير إلى أنه تم التصديق على التعديل قبل انضمام الدولة إلى الاتحاد                               | يشير إلى أنه تم التصديق على التعديل قبل انضمام الدولة إلى الاتحاد                               |                                         |       |
|                   | الدولة ( ترتيب الدولة )                                                                         | تعديل                                                                                           | تعديل                                                                                           | تعديل                                                                                           | تعديل                                                                                           | تعديل                                                                                           | تعديل                                                                                           | تعديل                                                                                           | تعديل                                                                                           | تعديل                                                                                           | تعديل                                                                                           | تعديل                                                                                           | تعديل                                                                                           | تعديل                                                                                           | تعديل                                                                                           | تعديل                                   | تعديل |
| 1-10              | الدولة ( ترتيب الدولة )                                                                         | 11                                                                                              | 12                                                                                              | 13                                                                                              | 14                                                                                              | 15                                                                                              | 16                                                                                              | 17                                                                                              | 18                                                                                              | 19                                                                                              | 20                                                                                              | 21                                                                                              | 22                                                                                              | 23                                                                                              | 24                                                                                              | 25                                      |       |
|                   | ديلاوير                                                                                         | ص                                                                                               | ص                                                                                               | ن                                                                                               | ص (‡)                                                                                           | ص (‡)                                                                                           | ص (‡)                                                                                           | ص                                                                                               | ص (‡)                                                                                           | ص                                                                                               | ص (‡)                                                                                           | ص                                                                                               | ص                                                                                               | ص                                                                                               | ص                                                                                               | ص                                       | ص     |
| بنسلفانيا         | ص                                                                                               | -                                                                                               | ص                                                                                               | ص                                                                                               | ص                                                                                               | ص                                                                                               | -                                                                                               | ص                                                                                               | ص                                                                                               | ص                                                                                               | ص                                                                                               | ص                                                                                               | ص                                                                                               | ص                                                                                               | ص                                                                                               | ص                                       |       |
| نيو جيرسي         | ص                                                                                               | -                                                                                               | ص                                                                                               | ص (‡)                                                                                           | ص (×)                                                                                           | ص (‡)                                                                                           | ص                                                                                               | ص                                                                                               | ص                                                                                               | ص                                                                                               | ص                                                                                               | ص                                                                                               | ص                                                                                               | ص                                                                                               | ص                                                                                               | ص                                       |       |
| جورجيا            | ص                                                                                               | ص                                                                                               | ص                                                                                               | ص                                                                                               | ص (‡)                                                                                           | ص                                                                                               | ص                                                                                               | -                                                                                               | ص                                                                                               | ص (‡)                                                                                           | ص                                                                                               | -                                                                                               | ص                                                                                               | -                                                                                               | -                                                                                               | -                                       |       |
| كونيتيكت          | ص                                                                                               | ص                                                                                               | ن                                                                                               | ص                                                                                               | ص                                                                                               | ص                                                                                               | ن                                                                                               | ص                                                                                               | ن                                                                                               | ص                                                                                               | ص                                                                                               | ص                                                                                               | ص                                                                                               | ص                                                                                               | ص                                                                                               | ص                                       |       |
| ماساتشوستس        | ص                                                                                               | ص                                                                                               | ص (‡)                                                                                           | ص                                                                                               | ص                                                                                               | ص                                                                                               | ص                                                                                               | ص                                                                                               | ص                                                                                               | ص                                                                                               | ص                                                                                               | ص                                                                                               | ن                                                                                               | ص                                                                                               | ص                                                                                               | ص                                       |       |
| ماريلاند          | ص                                                                                               | ص                                                                                               | ص                                                                                               | ص                                                                                               | ص (‡)                                                                                           | ص (‡)                                                                                           | ص                                                                                               | ص                                                                                               | ص                                                                                               | ص (‡)                                                                                           | ص                                                                                               | ص                                                                                               | ص                                                                                               | ص                                                                                               | ص                                                                                               | ص                                       |       |
| كارولينا الجنوبية | ص                                                                                               | ص                                                                                               | ص                                                                                               | ص                                                                                               | ص (‡)                                                                                           | ص                                                                                               | ص                                                                                               | -                                                                                               | ص                                                                                               | ص (‡)                                                                                           | ص                                                                                               | ن                                                                                               | ص                                                                                               | -                                                                                               | -                                                                                               | ص                                       |       |
| نيو هامبشاير      | ص                                                                                               | ص                                                                                               | ص                                                                                               | ص                                                                                               | ص                                                                                               | ص                                                                                               | ص (‡)                                                                                           | ص                                                                                               | ص                                                                                               | ص                                                                                               | ص                                                                                               | ص                                                                                               | ص                                                                                               | ص                                                                                               | ص                                                                                               | ص                                       |       |
| فرجينيا           | ص                                                                                               | ص                                                                                               | ص                                                                                               | ص                                                                                               | ص (‡)                                                                                           | ص                                                                                               | ن                                                                                               | -                                                                                               | ص                                                                                               | ص (‡)                                                                                           | ص                                                                                               | ص                                                                                               | ص                                                                                               | -                                                                                               | ص                                                                                               | ص                                       |       |
| نيويورك           | ص                                                                                               | ص                                                                                               | ص                                                                                               | ص                                                                                               | ص                                                                                               | ص (×)                                                                                           | ص                                                                                               | ص                                                                                               | ص                                                                                               | ص                                                                                               | ص                                                                                               | ص                                                                                               | ص                                                                                               | ص                                                                                               | ص                                                                                               | ص                                       |       |
| شمال كارولينا     | ص                                                                                               | ص                                                                                               | ص                                                                                               | ص                                                                                               | ص (‡)                                                                                           | ص                                                                                               | ص                                                                                               | ص                                                                                               | ص                                                                                               | ص                                                                                               | ص                                                                                               | -                                                                                               | ص                                                                                               | -                                                                                               | ص                                                                                               | ص                                       |       |
| جزيرة رود         | ص                                                                                               | ص                                                                                               | ص                                                                                               | ص                                                                                               | ص                                                                                               | ص                                                                                               | ن                                                                                               | ص                                                                                               | ن                                                                                               | ص                                                                                               | ص                                                                                               | ص                                                                                               | -                                                                                               | ص                                                                                               | ص                                                                                               | ص                                       |       |
| فيرمونت           | ص                                                                                               | ص                                                                                               | ص                                                                                               | ص                                                                                               | ص                                                                                               | ص                                                                                               | ص                                                                                               | ص                                                                                               | ص                                                                                               | ص                                                                                               | ص                                                                                               | ص                                                                                               | ص                                                                                               | ص                                                                                               | ص                                                                                               | ص                                       |       |
| كنتاكي            | ...                                                                                             | ص                                                                                               | ص                                                                                               | ص (‡)                                                                                           | ص (‡)                                                                                           | ص (‡)                                                                                           | ص                                                                                               | -                                                                                               | ص                                                                                               | ص                                                                                               | ص                                                                                               | ص                                                                                               | -                                                                                               | -                                                                                               | ص                                                                                               | ص                                       |       |
| تينيسي            | ...                                                                                             | ...                                                                                             | ص                                                                                               | ص                                                                                               | ص                                                                                               | ص (‡)                                                                                           | ص                                                                                               | ص                                                                                               | ص                                                                                               | ص                                                                                               | ص                                                                                               | ص                                                                                               | ص                                                                                               | ص                                                                                               | ص                                                                                               | ص                                       |       |
| أوهايو            | ...                                                                                             | ...                                                                                             | ص                                                                                               | ص                                                                                               | ص (×)                                                                                           | ص (‡)                                                                                           | ص                                                                                               | ص                                                                                               | ص                                                                                               | ص                                                                                               | ص                                                                                               | ص                                                                                               | ص                                                                                               | ص                                                                                               | ص                                                                                               | ص                                       |       |
| لويزيانا          | ...                                                                                             | ...                                                                                             | ...                                                                                             | ص                                                                                               | ص (‡)                                                                                           | ص                                                                                               | ص                                                                                               | ص                                                                                               | ص                                                                                               | ص (‡)                                                                                           | ص                                                                                               | -                                                                                               | ص                                                                                               | -                                                                                               | -                                                                                               | ص                                       |       |
| إنديانا           | ...                                                                                             | ...                                                                                             | ...                                                                                             | ص                                                                                               | ص                                                                                               | ص                                                                                               | ص                                                                                               | ص                                                                                               | ص                                                                                               | ص                                                                                               | ص                                                                                               | ص                                                                                               | ص                                                                                               | ص                                                                                               | ص                                                                                               | ص                                       |       |
| ميسيسيبي          | ...                                                                                             | ...                                                                                             | ...                                                                                             | ص (‡)                                                                                           | ص                                                                                               | ص                                                                                               | ص                                                                                               | -                                                                                               | ص                                                                                               | ص (‡)                                                                                           | ص                                                                                               | -                                                                                               | ص                                                                                               | -                                                                                               | ن                                                                                               | ص                                       |       |
| إلينوي            | ...                                                                                             | ...                                                                                             | ...                                                                                             | ص                                                                                               | ص                                                                                               | ص                                                                                               | ص                                                                                               | ص                                                                                               | ص                                                                                               | ص                                                                                               | ص                                                                                               | ص                                                                                               | ص                                                                                               | ص                                                                                               | ص                                                                                               | ص                                       |       |
| Alabama           | ...                                                                                             | ...                                                                                             | ...                                                                                             | ص                                                                                               | ص                                                                                               | ص                                                                                               | ص                                                                                               | ص                                                                                               | ص                                                                                               | ص (‡)                                                                                           | ص                                                                                               | ص                                                                                               | ص                                                                                               | ص                                                                                               | ص                                                                                               | ص                                       |       |
| مين               | ...                                                                                             | ...                                                                                             | ...                                                                                             | ص                                                                                               | ص                                                                                               | ص                                                                                               | ص                                                                                               | ص                                                                                               | ص                                                                                               | ص                                                                                               | ص                                                                                               | ص                                                                                               | ص                                                                                               | ص                                                                                               | ص                                                                                               | ص                                       |       |
| Missouri          | ...                                                                                             | ...                                                                                             | ...                                                                                             | ص                                                                                               | ص                                                                                               | ص                                                                                               | ص                                                                                               | ص                                                                                               | ص                                                                                               | ص                                                                                               | ص                                                                                               | ص                                                                                               | ص                                                                                               | ص                                                                                               | ص                                                                                               | ص                                       |       |
| أركنساس           | ...                                                                                             | ...                                                                                             | ...                                                                                             | ص                                                                                               | ص                                                                                               | ص                                                                                               | ص (‡)                                                                                           | ص                                                                                               | ص                                                                                               | ص                                                                                               | ص                                                                                               | ص                                                                                               | ص                                                                                               | ن                                                                                               | -                                                                                               | ص                                       |       |
| ميشيغان           | ...                                                                                             | ...                                                                                             | ...                                                                                             | ص                                                                                               | ص                                                                                               | ص                                                                                               | ص                                                                                               | ص                                                                                               | ص                                                                                               | ص                                                                                               | ص                                                                                               | ص                                                                                               | ص                                                                                               | ص                                                                                               | ص                                                                                               | ص                                       |       |
| فلوريدا           | ...                                                                                             | ...                                                                                             | ...                                                                                             | ص                                                                                               | ص                                                                                               | ص                                                                                               | -                                                                                               | -                                                                                               | ص                                                                                               | ص                                                                                               | ص                                                                                               | ص                                                                                               | ص                                                                                               | -                                                                                               | ص                                                                                               | ص                                       |       |
| تكساس             | ...                                                                                             | ...                                                                                             | ...                                                                                             | ص                                                                                               | ص (‡)                                                                                           | ص                                                                                               | ص                                                                                               | ص                                                                                               | ص                                                                                               | ص                                                                                               | ص                                                                                               | ص                                                                                               | ص                                                                                               | -                                                                                               | ص                                                                                               | ص                                       |       |
| آيوا              | ...                                                                                             | ...                                                                                             | ...                                                                                             | ص                                                                                               | ص                                                                                               | ص                                                                                               | ص                                                                                               | ص                                                                                               | ص                                                                                               | ص                                                                                               | ص                                                                                               | ص                                                                                               | ص                                                                                               | ص                                                                                               | ص                                                                                               | ص                                       |       |
| ولاية ويسكونسن    | ...                                                                                             | ...                                                                                             | ...                                                                                             | ص                                                                                               | ص                                                                                               | ص                                                                                               | ص                                                                                               | ص                                                                                               | ص                                                                                               | ص                                                                                               | ص                                                                                               | ص                                                                                               | ص                                                                                               | ص                                                                                               | ص                                                                                               | ص                                       |       |
| كاليفورنيا        | ...                                                                                             | ...                                                                                             | ...                                                                                             | ص                                                                                               | ص                                                                                               | ص (‡)                                                                                           | ص                                                                                               | ص                                                                                               | ص                                                                                               | ص                                                                                               | ص                                                                                               | ص                                                                                               | ص                                                                                               | ص                                                                                               | ص                                                                                               | ص                                       |       |
| مينيسوتا          | ...                                                                                             | ...                                                                                             | ...                                                                                             | ص                                                                                               | ص                                                                                               | ص                                                                                               | ص                                                                                               | ص                                                                                               | ص                                                                                               | ص                                                                                               | ص                                                                                               | ص                                                                                               | ص                                                                                               | ص                                                                                               | ص                                                                                               | ص                                       |       |
| أوريغون           | ...                                                                                             | ...                                                                                             | ...                                                                                             | ص                                                                                               | ص (×)                                                                                           | ص (‡)                                                                                           | ص                                                                                               | ص                                                                                               | ص                                                                                               | ص                                                                                               | ص                                                                                               | ص                                                                                               | ص                                                                                               | ص                                                                                               | ص                                                                                               | ص                                       |       |
| كانساس            | ...                                                                                             | ...                                                                                             | ...                                                                                             | ص                                                                                               | ص                                                                                               | ص                                                                                               | ص                                                                                               | ص                                                                                               | ص                                                                                               | ص                                                                                               | ص                                                                                               | -                                                                                               | ص                                                                                               | ص                                                                                               | ص                                                                                               | ص                                       |       |
| فرجينيا الغربية   | ...                                                                                             | ...                                                                                             | ...                                                                                             | ص                                                                                               | ص                                                                                               | ص                                                                                               | ص                                                                                               | ص                                                                                               | ص                                                                                               | ص                                                                                               | ص                                                                                               | ص                                                                                               | -                                                                                               | ص                                                                                               | ص                                                                                               | ص                                       |       |
| نيفادا            | ...                                                                                             | ...                                                                                             | ...                                                                                             | ص                                                                                               | ص                                                                                               | ص                                                                                               | ص                                                                                               | ص                                                                                               | ص                                                                                               | ص                                                                                               | ص                                                                                               | ص                                                                                               | ص                                                                                               | ص                                                                                               | ص                                                                                               | ص                                       |       |
| نبراسكا           | ...                                                                                             | ...                                                                                             | ...                                                                                             | ...                                                                                             | ص                                                                                               | ص                                                                                               | ص                                                                                               | ص                                                                                               | ص                                                                                               | ص                                                                                               | ص                                                                                               | -                                                                                               | ص                                                                                               | ص                                                                                               | ص                                                                                               | ص                                       |       |
| كولورادو          | ...                                                                                             | ...                                                                                             | ...                                                                                             | ...                                                                                             | ...                                                                                             | ...                                                                                             | ص                                                                                               | ص                                                                                               | ص                                                                                               | ص                                                                                               | ص                                                                                               | ص                                                                                               | ص                                                                                               | ص                                                                                               | ص                                                                                               | ص                                       |       |
| شمال داكوتا       | ...                                                                                             | ...                                                                                             | ...                                                                                             | ...                                                                                             | ...                                                                                             | ...                                                                                             | ص                                                                                               | ص                                                                                               | ص                                                                                               | ص                                                                                               | ص                                                                                               | -                                                                                               | ص                                                                                               | ص                                                                                               | ص                                                                                               | -                                       |       |
| جنوب داكوتا       | ...                                                                                             | ...                                                                                             | ...                                                                                             | ...                                                                                             | ...                                                                                             | ...                                                                                             | ص                                                                                               | ص                                                                                               | ص                                                                                               | ص                                                                                               | ص                                                                                               | -                                                                                               | ص                                                                                               | ص                                                                                               | ص                                                                                               | -                                       |       |
| مونتانا           | ...                                                                                             | ...                                                                                             | ...                                                                                             | ...                                                                                             | ...                                                                                             | ...                                                                                             | ص                                                                                               | ص                                                                                               | ص                                                                                               | ص                                                                                               | ص                                                                                               | ص                                                                                               | ص                                                                                               | ص                                                                                               | ص                                                                                               | ص                                       |       |
| واشنطن            | ...                                                                                             | ...                                                                                             | ...                                                                                             | ...                                                                                             | ...                                                                                             | ...                                                                                             | ص                                                                                               | ص                                                                                               | ص                                                                                               | ص                                                                                               | ص                                                                                               | ص                                                                                               | -                                                                                               | ص                                                                                               | ص                                                                                               | ص                                       |       |
| ايداهو            | ...                                                                                             | ...                                                                                             | ...                                                                                             | ...                                                                                             | ...                                                                                             | ...                                                                                             | ص                                                                                               | ص                                                                                               | ص                                                                                               | ص                                                                                               | ص                                                                                               | ص                                                                                               | ص                                                                                               | ص                                                                                               | ص                                                                                               | ص                                       |       |
| وايومنغ           | ...                                                                                             | ...                                                                                             | ...                                                                                             | ...                                                                                             | ...                                                                                             | ...                                                                                             | ص                                                                                               | ص                                                                                               | ص                                                                                               | ص                                                                                               | ص                                                                                               | ص                                                                                               | ص                                                                                               | ص                                                                                               | -                                                                                               | ص                                       |       |
| يوتا              | ...                                                                                             | ...                                                                                             | ...                                                                                             | ...                                                                                             | ...                                                                                             | ...                                                                                             | ن                                                                                               | ن                                                                                               | ص                                                                                               | ص                                                                                               | ص                                                                                               | ص                                                                                               | ص                                                                                               | ص                                                                                               | ص                                                                                               | ص                                       |       |
| أوكلاهوما         | ...                                                                                             | ...                                                                                             | ...                                                                                             | ...                                                                                             | ...                                                                                             | ...                                                                                             | ص                                                                                               | ص                                                                                               | ص                                                                                               | ص                                                                                               | ص                                                                                               | -                                                                                               | ن                                                                                               | ص                                                                                               | -                                                                                               | ص                                       |       |
| المكسيك جديدة     | ...                                                                                             | ...                                                                                             | ...                                                                                             | ...                                                                                             | ...                                                                                             | ...                                                                                             | ص                                                                                               | ص                                                                                               | ص                                                                                               | ص                                                                                               | ص                                                                                               | ص                                                                                               | ص                                                                                               | ص                                                                                               | ص                                                                                               | ص                                       |       |
| أريزونا           | ...                                                                                             | ...                                                                                             | ...                                                                                             | ...                                                                                             | ...                                                                                             | ...                                                                                             | ص                                                                                               | ص                                                                                               | ص                                                                                               | ص                                                                                               | ص                                                                                               | ص                                                                                               | -                                                                                               | ص                                                                                               | -                                                                                               | ص                                       |       |
| ألاسكا            | ...                                                                                             | ...                                                                                             | ...                                                                                             | ...                                                                                             | ...                                                                                             | ...                                                                                             | ...                                                                                             | ...                                                                                             | ...                                                                                             | ...                                                                                             | ...                                                                                             | ...                                                                                             | ...                                                                                             | ص                                                                                               | ص                                                                                               | ص                                       |       |
| هاواي             | ...                                                                                             | ...                                                                                             | ...                                                                                             | ...                                                                                             | ...                                                                                             | ...                                                                                             | ...                                                                                             | ...                                                                                             | ...                                                                                             | ...                                                                                             | ...                                                                                             | ...                                                                                             | ...                                                                                             | ص                                                                                               | ص                                                                                               | ص                                       |       |
|                   | الدولة ( ترتيب الدولة )                                                                         | 1-10                                                                                            | 11                                                                                              | 12                                                                                              | 13                                                                                              | 14                                                                                              | 15                                                                                              | 16                                                                                              | 17                                                                                              | 18                                                                                              | 19                                                                                              | 20                                                                                              | 21                                                                                              | 22                                                                                              | 23                                                                                              | 24                                      | 25    |
| تعديل             | الدولة ( ترتيب الدولة )                                                                         |                                                                                                 |                                                                                                 |                                                                                                 |                                                                                                 |                                                                                                 |                                                                                                 |                                                                                                 |                                                                                                 |                                                                                                 |                                                                                                 |                                                                                                 |                                                                                                 |                                                                                                 |                                                                                                 |                                         |       |
| المصدر:           |                                                                                                 |                                                                                                 |                                                                                                 |                                                                                                 |                                                                                                 |                                                                                                 |                                                                                                 |                                                                                                 |                                                                                                 |                                                                                                 |                                                                                                 |                                                                                                 |                                                                                                 |                                                                                                 |                                                                                                 |                                         |       |

## التعديلات غير المصدق عليها

### ملخص لكل تعديل غير مصدقة
| عنوان                                 | موضوع | حالة |
| ------------------------------------- | --- | --- |
| تعديل قسمة الكونغرس                   | ينظم بدقة حجم دوائر الكونغرس للتمثيل في مجلس النواب . | معلقة منذ 25 سبتمبر 1789. وتم التصديق الأخير في 27 يونيو 1792. |
| ألقاب تعديل النبلاء                   | قد يجرد الجنسية من أي مواطن أمريكي يقبل لقب النبلاء من دولة أجنبية. | معلقة منذ 1 مايو 1810. وتم التصديق الأخير في 9 ديسمبر 1812. |
| تعديل كوروين                          | من شأنه أن يجعل "المؤسسات المحلية" ( العبودية ) في الولايات منيعًا لإجراءات التعديل الدستوري المنصوص عليها في المادة الخامسة ومحصنة ضد الإلغاء أو التدخل من قبل الكونجرس.                                                     | معلقة منذ 2 مارس 1861. تم التصديق الأخير في 2 يونيو 1863. |
| تعديل عمالة الأطفال                   | من شأنه تمكين الحكومة الفيدرالية للحد من عمل الأطفال وتنظيمه وحظره . | معلقة منذ 2 يونيو 1924. تم التصديق الأخير في 25 فبراير 1937. |
| تعديل الحقوق المتساوية                | من شأنه أن يحظر الحرمان من المساواة في الحقوق من قبل الحكومة الفيدرالية أو حكومات الولايات بسبب الجنس. | المقترحة في 22 مارس 1972 ؛ انتهت فترة التصديق الأولي في 22 مارس 1979 (فترة التمديد المزعومة المنتهية في 30 يونيو 1982) ؛ فشل التعديل ، ولكن تم الطعن في الوضع في المحكمة الفيدرالية |
| تعديل حقوق التصويت في مقاطعة كولومبيا | ستتعامل مع مقاطعة كولومبيا كما لو كانت ولاية فيما يتعلق بالتمثيل في كونغرس الولايات المتحدة (بما في ذلك إلغاء التعديل الثالث والعشرين ) والتمثيل في الهيئة الانتخابية والمشاركة في العملية التي يتم من خلالها تعديل الدستور. | المقترحة في 22 أغسطس 1978 ، انتهت فترة التصديق في 22 أغسطس 1985 ؛ فشل التعديل. |
|                                       | | |

| 1. بين عامي 1972 و 1977 ، صدقت 35 دولة على ERA. صدقت ثلاث دول إضافية عليها بين عامي 2017 و 2020 ، مما رفع عدد التصديقات المزعومة إلى 38 ، أو ثلاثة أرباع الولايات. في كانون الثاني (يناير) 2020 ، بعد أن أصدرت وزارة العدل رأيًا خلص إلى أن الموعد النهائي لتمرير التعديل قد انتهى في وقت الموعد النهائي الأصلي لعام 1979 ، رفع المدعون العامون لتلك الولايات الثلاث دعوى في المحكمة الجزئية الأمريكية في واشنطن العاصمة للطعن في ذلك. رأي. طلبوا من المحكمة إجبار أمين المحفوظات في الولايات المتحدة على التصديق على قانون إعادة التوطين باعتباره التعديل الثامن والعشرون لدستور الولايات المتحدة. خسروا في محكمة المقاطعةوعند الاستئناف. |

### تلخيص بيانات التصديق لكل تعديل غير مصدقة
| ص                           | تشير إلى أن الدولة قد صادقت على التعديل                                    | تشير إلى أن الدولة قد صادقت على التعديل                                  | تشير إلى أن الدولة قد صادقت على التعديل                                  | تشير إلى أن الدولة قد صادقت على التعديل                                  | تشير إلى أن الدولة قد صادقت على التعديل                                  | تشير إلى أن الدولة قد صادقت على التعديل                                  | تشير إلى أن الدولة قد صادقت على التعديل                                  |
| ن                           | تشير إلى أن الدولة رفضت التعديل                                            | تشير إلى أن الدولة رفضت التعديل                                          | تشير إلى أن الدولة رفضت التعديل                                          | تشير إلى أن الدولة رفضت التعديل                                          | تشير إلى أن الدولة رفضت التعديل                                          | تشير إلى أن الدولة رفضت التعديل                                          | تشير إلى أن الدولة رفضت التعديل                                          |
| ص (‡)                       | تشير إلى أن الدولة صادقت على التعديل بعد رفضه أولاً                         | تشير إلى أن الدولة صادقت على التعديل بعد رفضه أولاً                       | تشير إلى أن الدولة صادقت على التعديل بعد رفضه أولاً                       | تشير إلى أن الدولة صادقت على التعديل بعد رفضه أولاً                       | تشير إلى أن الدولة صادقت على التعديل بعد رفضه أولاً                       | تشير إلى أن الدولة صادقت على التعديل بعد رفضه أولاً                       | تشير إلى أن الدولة صادقت على التعديل بعد رفضه أولاً                       |
| ص (×)                       | تشير إلى أن الدولة صادقت على التعديل ، لكنها ألغت ذلك التصديق لاحقًا        | تشير إلى أن الدولة صادقت على التعديل ، لكنها ألغت ذلك التصديق لاحقًا      | تشير إلى أن الدولة صادقت على التعديل ، لكنها ألغت ذلك التصديق لاحقًا      | تشير إلى أن الدولة صادقت على التعديل ، لكنها ألغت ذلك التصديق لاحقًا      | تشير إلى أن الدولة صادقت على التعديل ، لكنها ألغت ذلك التصديق لاحقًا      | تشير إلى أن الدولة صادقت على التعديل ، لكنها ألغت ذلك التصديق لاحقًا      | تشير إلى أن الدولة صادقت على التعديل ، لكنها ألغت ذلك التصديق لاحقًا      |
| ⋈                           | يشير إلى أن الدولة لم تستكمل إجراءات التعديل خلال فترة التصديق المذكورة.   | يشير إلى أن الدولة لم تستكمل إجراءات التعديل خلال فترة التصديق المذكورة. | يشير إلى أن الدولة لم تستكمل إجراءات التعديل خلال فترة التصديق المذكورة. | يشير إلى أن الدولة لم تستكمل إجراءات التعديل خلال فترة التصديق المذكورة. | يشير إلى أن الدولة لم تستكمل إجراءات التعديل خلال فترة التصديق المذكورة. | يشير إلى أن الدولة لم تستكمل إجراءات التعديل خلال فترة التصديق المذكورة. | يشير إلى أن الدولة لم تستكمل إجراءات التعديل خلال فترة التصديق المذكورة. |
| ⋈ ص                         | تشير إلى أن الدولة صادقت على التعديل بعد فترة التصديق المحددة.             | تشير إلى أن الدولة صادقت على التعديل بعد فترة التصديق المحددة.           | تشير إلى أن الدولة صادقت على التعديل بعد فترة التصديق المحددة.           | تشير إلى أن الدولة صادقت على التعديل بعد فترة التصديق المحددة.           | تشير إلى أن الدولة صادقت على التعديل بعد فترة التصديق المحددة.           | تشير إلى أن الدولة صادقت على التعديل بعد فترة التصديق المحددة.           | تشير إلى أن الدولة صادقت على التعديل بعد فترة التصديق المحددة.           |
|                             | تشير الخلية الفارغة " " إلى أن الحالة لم تكمل الإجراء بشأن التعديل المعلق. |                                                                          |                                                                          |                                                                          |                                                                          |                                                                          |                                                                          |
| الدولة ( بالترتيب الأبجدي ) | الدولة ( بالترتيب الأبجدي )                                                | قسمة الكونغرس                                                            | ألقاب النبلاء                                                            | كوروين                                                                   | عمالة الأطفال                                                            | حقوق متساوية                                                             | حقوق التصويت في مقاطعة كولومبيا                                          |
| Alabama                     | Alabama                                                                    |                                                                          |                                                                          |                                                                          |                                                                          | ⋈                                                                        | ⋈                                                                        |
| ألاسكا                      | ألاسكا                                                                     |                                                                          |                                                                          |                                                                          |                                                                          | ص                                                                        | ⋈                                                                        |
| أريزونا                     | أريزونا                                                                    |                                                                          |                                                                          |                                                                          | ص                                                                        | ⋈                                                                        | ⋈                                                                        |
| أركنساس                     | أركنساس                                                                    |                                                                          |                                                                          |                                                                          | ص                                                                        | ⋈                                                                        | ⋈                                                                        |
| كاليفورنيا                  | كاليفورنيا                                                                 |                                                                          |                                                                          |                                                                          | ص                                                                        | ص                                                                        | ⋈                                                                        |
| كولورادو                    | كولورادو                                                                   |                                                                          |                                                                          |                                                                          | ص                                                                        | ص                                                                        | ⋈                                                                        |
| كونيتيكت                    | كونيتيكت                                                                   | ن                                                                        | ن                                                                        |                                                                          | ن                                                                        | ص                                                                        | ص                                                                        |
| ديلاوير                     | ديلاوير                                                                    | ن                                                                        | ص                                                                        |                                                                          | ن                                                                        | ص                                                                        | ص                                                                        |
| فلوريدا                     | فلوريدا                                                                    |                                                                          |                                                                          |                                                                          | ن                                                                        | ⋈                                                                        | ⋈                                                                        |
| جورجيا                      | جورجيا                                                                     | ن                                                                        | ص                                                                        |                                                                          | ن                                                                        | ⋈                                                                        | ⋈                                                                        |
| هاواي                       | هاواي                                                                      |                                                                          |                                                                          |                                                                          |                                                                          | ص                                                                        | ص                                                                        |
| ايداهو                      | ايداهو                                                                     |                                                                          |                                                                          |                                                                          | ص                                                                        | ص (×) 1977                                                               | ⋈                                                                        |
| إلينوي                      | إلينوي                                                                     |                                                                          |                                                                          | ص (×) 2022                                                               | ص                                                                        | ⋈ سنة 2018                                                               | ⋈                                                                        |
| إنديانا                     | إنديانا                                                                    |                                                                          |                                                                          |                                                                          | ص (‡)                                                                    | ص                                                                        | ⋈                                                                        |
| آيوا                        | آيوا                                                                       |                                                                          |                                                                          |                                                                          | ص                                                                        | ص                                                                        | ص                                                                        |
| كانساس                      | كانساس                                                                     |                                                                          |                                                                          |                                                                          | ص (‡)                                                                    | ص                                                                        | ⋈                                                                        |
| كنتاكي                      | كنتاكي                                                                     | ص                                                                        | ص                                                                        | ص                                                                        | ص (‡)                                                                    | ص (×) 1978                                                               | ⋈                                                                        |
| لويزيانا                    | لويزيانا                                                                   |                                                                          |                                                                          |                                                                          | ن                                                                        | ⋈                                                                        | ص                                                                        |
| مين                         | مين                                                                        |                                                                          |                                                                          |                                                                          | ص (‡)                                                                    | ص                                                                        | ص                                                                        |
| ماريلاند                    | ماريلاند                                                                   | ص                                                                        | ص                                                                        | ص (×) 2014                                                               | ن                                                                        | ص                                                                        | ص                                                                        |
| ماساتشوستس                  | ماساتشوستس                                                                 | ن                                                                        | ص                                                                        |                                                                          | ن                                                                        | ص                                                                        | ص                                                                        |
| ميشيغان                     | ميشيغان                                                                    |                                                                          |                                                                          |                                                                          | ص                                                                        | ص                                                                        | ص                                                                        |
| مينيسوتا                    | مينيسوتا                                                                   |                                                                          |                                                                          |                                                                          | ص (‡)                                                                    | ص                                                                        | ص                                                                        |
| ميسيسيبي                    | ميسيسيبي                                                                   |                                                                          |                                                                          |                                                                          |                                                                          | ⋈                                                                        | ⋈                                                                        |
| ميزوري                      | ميزوري                                                                     |                                                                          |                                                                          |                                                                          | ن                                                                        | ⋈                                                                        | ⋈                                                                        |
| مونتانا                     | مونتانا                                                                    |                                                                          |                                                                          |                                                                          | ص                                                                        | ص                                                                        | ⋈                                                                        |
| نبراسكا                     | نبراسكا                                                                    |                                                                          |                                                                          |                                                                          |                                                                          | ص (×) 1973                                                               | ⋈                                                                        |
| نيفادا                      | نيفادا                                                                     |                                                                          |                                                                          |                                                                          | ص                                                                        | ⋈ سنة 2017                                                               | ⋈                                                                        |
| نيو هامبشاير                | نيو هامبشاير                                                               | ص                                                                        | ص                                                                        |                                                                          | ص (‡)                                                                    | ص                                                                        | ⋈                                                                        |
| نيو جيرسي                   | نيو جيرسي                                                                  | ص                                                                        | ص                                                                        |                                                                          | ص                                                                        | ص                                                                        | ص                                                                        |
| المكسيك جديدة               | المكسيك جديدة                                                              |                                                                          |                                                                          |                                                                          | ص (‡)                                                                    | ص                                                                        | ⋈                                                                        |
| نيويورك                     | نيويورك                                                                    | ص                                                                        | ن                                                                        |                                                                          |                                                                          | ص                                                                        | ⋈                                                                        |
| شمال كارولينا               | شمال كارولينا                                                              | ص                                                                        | ص                                                                        |                                                                          | ن                                                                        | ⋈                                                                        | ⋈                                                                        |
| شمال داكوتا                 | شمال داكوتا                                                                |                                                                          |                                                                          |                                                                          | ص                                                                        | ص (×) 2021                                                               | ⋈                                                                        |
| أوهايو                      | أوهايو                                                                     |                                                                          | ص                                                                        | ص (×) 1864                                                               | ص                                                                        | ص                                                                        | ص                                                                        |
| أوكلاهوما                   | أوكلاهوما                                                                  |                                                                          |                                                                          |                                                                          | ص                                                                        | ⋈                                                                        | ⋈                                                                        |
| أوريغون                     | أوريغون                                                                    |                                                                          |                                                                          |                                                                          | ص                                                                        | ص                                                                        | ص                                                                        |
| بنسلفانيا                   | بنسلفانيا                                                                  | ص (‡)                                                                    | ص                                                                        |                                                                          | ص (‡)                                                                    | ص                                                                        | ⋈                                                                        |
| جزيرة رود                   | جزيرة رود                                                                  | ص                                                                        | ن                                                                        | ص                                                                        |                                                                          | ص                                                                        | ص                                                                        |
| كارولينا الجنوبية           | كارولينا الجنوبية                                                          | ص                                                                        |                                                                          |                                                                          | ن                                                                        | ⋈                                                                        | ⋈                                                                        |
| جنوب داكوتا                 | جنوب داكوتا                                                                |                                                                          |                                                                          |                                                                          | ن                                                                        | ص (×) 1979                                                               | ⋈                                                                        |
| تينيسي                      | تينيسي                                                                     |                                                                          | ص                                                                        |                                                                          | ن                                                                        | ص (×) 1974                                                               | ⋈                                                                        |
| تكساس                       | تكساس                                                                      |                                                                          |                                                                          |                                                                          | ن                                                                        | ص                                                                        | ⋈                                                                        |
| يوتا                        | يوتا                                                                       |                                                                          |                                                                          |                                                                          | ص (‡)                                                                    | ⋈                                                                        | ⋈                                                                        |
| فيرمونت                     | فيرمونت                                                                    | ص                                                                        | ص                                                                        |                                                                          | ن                                                                        | ص                                                                        | ⋈                                                                        |
| فرجينيا                     | فرجينيا                                                                    | ص                                                                        |                                                                          |                                                                          | ن                                                                        | سنة 2020                                                                 | ⋈                                                                        |
| واشنطن                      | واشنطن                                                                     |                                                                          |                                                                          |                                                                          | ص                                                                        | ص                                                                        | ⋈                                                                        |
| فرجينيا الغربية             | فرجينيا الغربية                                                            |                                                                          |                                                                          |                                                                          | ص                                                                        | ص                                                                        | ص                                                                        |
| ولاية ويسكونسن              | ولاية ويسكونسن                                                             |                                                                          |                                                                          |                                                                          | ص                                                                        | ص                                                                        | ص                                                                        |
| وايومنغ                     | وايومنغ                                                                    |                                                                          |                                                                          |                                                                          | ص                                                                        | ص                                                                        | ⋈                                                                        |
| عدد التصديقات:              | عدد التصديقات:                                                             | 11                                                                       | 12                                                                       | 5 ( × 3 )                                                                | 28                                                                       | 35 ( × 6 ) ( ص 3 )                                                       | 16                                                                       |